# John Divers (manzana)
John Divers es una  variedad cultigen de manzano (Malus domestica).
Criado en 1905 posiblemente por el viverista W.H. Divers, Surbiton, Surrey. Las frutas tienen una carne firme, fina y bastante tierna con un sabor algo ácido.

## Historia
'John Divers' es una variedad de manzana, cultivar obtenida del cruce de 'Jenkinson's Seedling' con el polen de  'Baumann's Reinette' criado en 1905 por el viverista W.H. Divers, Surbiton, Surrey (Reino Unido).
'John Divers' se cultiva en la National Fruit Collection con el número de accesión: 1932-005 y Accession name: John Divers.

## Características
'John Divers' tiene un tiempo de floración que comienza a partir del 5 de mayo con el 10% de floración, para el 10 de mayo tiene una floración completa (80%), y para el 20 de mayo tiene un 90% caída de pétalos.
'John Divers' tiene una talla de fruto grande, forma plana, con una altura de 58.50mm, y con una anchura de 76.00mm ; con nervaduras medias; epidermis con color de fondo verde amarillo, con sobre color rojo en una cantidad de color superior medio, con sobre patrón de color rayado, "russeting" (pardeamiento áspero superficial que presentan algunas variedades) muy bajo; ojo es pequeño y parcialmente abierto, ubicado en una cuenca profunda y estrecha; pedúnculo corto y medio grueso, colocado en una cavidad medianamente profunda y medianamente ancha, ligeramente rojiza; carne blanca, de grano fino, firme y algo tierna, con un sabor algo ácido.
Su tiempo de recogida de cosecha se inicia a principios de septiembre. En almacenamiento en frío aguanta tres meses.

## Usos
Es una buena manzana para cocinar, y para hacer salsa de manzana.
Recomendada para el huerto familiar, irrelevante en el cultivo comercial de frutas en la actualidad.

## Ploidismo
Diploide, auto estéril. Grupo de polinización C , Día 10.